# Luzula abchasica
Luzula abchasica är en tågväxtart som beskrevs av V.S. Novikov. Luzula abchasica ingår i Frylesläktet som ingår i familjen tågväxter. Inga underarter finns listade i Catalogue of Life.